# منزل ديزج سياوش
منزل ديزج سياوش (بالفارسية: خانه دیزج سیاوش) هو منزل تاريخي يعود إلى عصر دولة بهلوية، ويقع في أرومية.